# Algue alimentaire

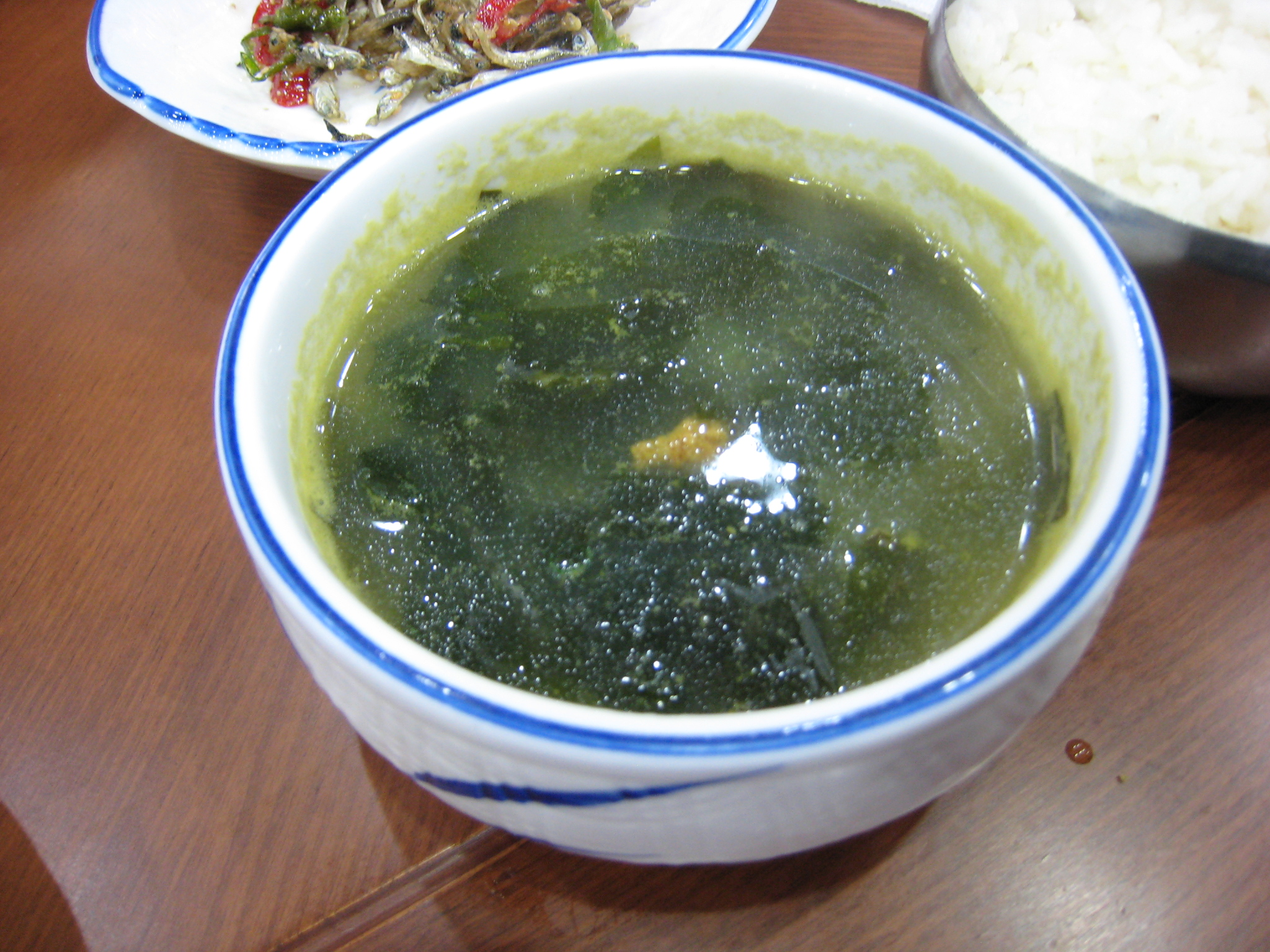
Soupe d'algues aux oursins, Corée

Une algue alimentaire est une algue comestible qui a une vocation alimentaire directe (légume, condiment consommé cru ou cuit, ingrédient dans un produit alimentaire élaboré, complément alimentaire) et indirecte (PAI ou « Produit Alimentaire Intermédiaire » réalisé à partir de l’extraction de certaines substances à partir des algues). Les algues comestibles sont traditionnellement consommées comme fruits de mer en Asie du Sud-Est où elles sont cultivées depuis le Ve siècle, l’industrie agroalimentaire a découvert leurs propriétés physico-chimiques depuis le milieu du XXe siècle pour réaliser des additifs alimentaires à base d'alginate, d'agar-agar, de carraghénane ou d'hydrocolloïde principalement utilisés comme gélifiants-texturants, épaississants, émulsifiants ou stabilisants.
Véritables « légumes de la mer » composés de 70 % à 90 % d'eau, soit moins que les légumes terrestres, elles sont riches en minéraux (elles stockent notamment davantage de calcium, de magnésium et de fer que les plantes terrestres), oligoéléments, vitamines (vitamine A, C, et E, provitamine A pour les algues rouges, vitamine B12 pour Porphyra umbilicalis ou Chlorella  qui en sont une des rares sources végétales), mais leur intérêt nutritionnel pour ces nutriments est variable en fonction de leur digestibilité et de leur assimilation. Elles sont également riches en phlorotanins, fibres et contiennent, contrairement aux plantes terrestres, des protéines complètes contenant tous les acides aminés essentiels.
L'algue comestible peut aussi bien être de rive ou de fond, une macroalgue qu'une microalgue et appartient au groupe des algues vertes (les plus consommées sont la laitue de mer, l'ao nori et l’ulve), algues rouges (dulse, nori et carraghénanes), algues brunes (wakamé, kombu, aramé ou haricot de mer ou spaghetti de mer) et algues bleues (principalement la spiruline).

## Économie
Sur les 15 millions de tonnes d'algues alimentaires consommées chaque année dans le monde, dont 93 % proviennent de l'algoculture, 75 % sont destinées à l'alimentation,, la majorité (près de 63 %) étant produite par la Chine et correspond à 33 % de Laminaires consommés en légumes, 22 % d’Eucheuma et 12 % de Kappaphycus alvarezii utilisés en PAI.
La France produit annuellement 90 000 tonnes de macroalgues (90 % en Bretagne, essentiellement Laminaria digitata et plus récemment Laminaria hyperborea) et 150 à 1 000 tonnes tonnes par l’aquaculture, ce qui la situe au 10e rang mondial. 80 % de la biomasse produite en France est pêchée en mer par une flottille d'une trentaine de navires goémonier, 20 % par des récoltants à pied (environ 300 personnes) de goémons de rive ou goémons épaves. « L’exploitation des algues compte plus de 1 600 emplois, avec près de 80 entreprises en production et transformation, pour une valeur estimée à 424 millions d’euros ». La France consomme environ 180 000 en équivalent frais (import et export) d'algues essentiellement utilisées dans l’industrie des colloïdes alimentaires présente en Bretagne, ce qui la place au 9e rang mondial (chiffres 2011).

## Récolte et conservation
Récoltées sur l'estran, elles doivent être rincées à l'eau de mer ou à l'eau douce pour retirer le sable, les petits coquillages. Les principaux modes de conservation sont :
- salaison ou saumure,
- séchage sous forme de paillettes,
- congélation.

## Profil nutritionnel
Composition pour 100 grammes d'algue fraîche :
| Composant | Teneur  |
| --------- | ------- |
| Eau       | 90,5 g  |
| Protéines | 5,9 g   |
| Glucides  | 2,1 g   |
| Lipides   | 0,4 g   |
| Iode      | 50,0 μg |

Leur analyse nutritionnelle est similaire à celle des légumes.
Profil nutritionnel moyen (en pourcentage de matière sèche) :
- protéines : 20 % (de 8 à 35 % selon les espèces de macroalgue, le stade physiologique et la période de récolte, 70 % chez la spiruline)[12],
- glucides : 53 %, dont 35 à 40 % de fibres (jusqu'à 87 % dans les algues brunes, dont plus de la moitié sont solubles)[13],
- lipides : 2 % (de 1 à 5 %), surtout des acides gras polyinsaturés,
- minéraux : 22 % (de 1 à 11 % de potassium, de 2 à 6 % de sodium et de calcium, de 3 à 9 % de chlore), la fraction minérale pouvant représenter jusqu'à 36 %[12].

La composition vitaminique des algues est intéressante, malgré de grandes variations saisonnières.
Les algues brunes et les Diatomées contiennent des phlorotanins qui peuvent avoir des effets anti-diabétiques, anti-cancérigènes, anti-oxydants, antibactériens, radioprotectifs et anti-VIH,.

## Bénéfices potentiels pour la santé et risques
Des recherches préliminaires donnent à penser que certaines algues alimentaires exercent une activité anti-cancéreuse (action des fucoïdanes (en)), anti-inflammatoire (rôle du sélénium, du zinc, du cuivre) et antioxydante (fucoxanthine, phycoérythrine, catéchine).
Leur richesse en fibres est favorable au transit intestinal, procure un sentiment de satiété utilisé dans les régimes d'amaigrissement et aurait un rôle hypocholestérolémiant et hypotensif.
Les algues alimentaires sont des espèces bioaccumulatrices de pesticides ou de métaux lourds (cadmium et surtout arsenic), leur récolte dans une région polluée entraîne des risques pour la santé humaine. Aussi les autorités sanitaires sont amenées à émettre des recommandations sur la teneur maximale autorisée de ces contaminants dans les algues alimentaires.
Le microbiote intestinal des Japonais possède une bactérie capable de dégrader les polysaccharides des algues rouges consommées. Une analyse détaillée du génome de Bacteroides plebeius (en) révèle qu'un opéron spécialisé dans la dégradation de ces polysaccharides a été transféré à partir d'une bactérie marine ancestrale, Zobellia galactanivorans (en), utilisant cette même ressource alimentaire. Ce phénomène serait lié au régime alimentaire des Japonais, riche en algues consommées surtout sous forme de sushi. Appelé « sushi factor », il met en évidence le transfert horizontal de gènes entre des bactéries intestinales et des bactéries de l’environnement et l'évolution des micro-organismes du microbiote intestinal en réponse à de nouvelles sources alimentaires. Il est très probable « que de tels transferts aient eu lieu tout au long de l’évolution des vertébrés, expliquant la prévalence des enzymes de dégradation de polysaccharides de plantes terrestres dans la microflore des herbivores et omnivores ».

## Liste d'algues comestibles
Selon la FAO, 145 espèces d’algues seraient régulièrement consommées dans le monde. Sauvages ou cultivées, elles sont utilisées directement ou indirectement sous forme de compléments alimentaires ou d'additifs. On peut compter parmi celles-ci :
- Alaria esculenta (dabberlocks, winged kelp (en))
- Arthrospira (A. platensis) (spiruline (fr) / spirulina (en))
- Callophyllis (C. variegata) (carola (en))
- Caulerpa (C. lentillifera et C. racemosa) (caulerpe, raisins de mer (fr) / green caviar, sea grape (en) / umi-budō (jp))
- Chlorella (chlorelle (fr))
- Chondrus crispus (goémon blanc (fr) / Irish moss (en) / carragheen (ga))
- Cladosiphon okamuranus (mozuku (jp))
- Durvillaea antarctica (cochayuyo (cl))
- Eisenia bicyclis (sea oak (en) / aramé (jp))
- Eucheuma (E. spinosum et E. cottonii)
- Fucus spiralis (focus spiralé (fr) / spiral wrack (en))
- Fucus vesiculosus (fucus, varech vésiculeux (fr) / bladder wrack (en))
- Gracilaria (G. edulis et G. corticata) (ogonori (jp))
- Gelidiella acerosa
- Himanthalia elongata (haricot, spaghetti de mer (fr) / thongweed, sea thong, sea spaghetti (en))
- Hypnea
- Laminaria digitata (laminaire digitée, fouet des Sorcières (fr) / oarweed (en))
- Mastocarpus stellatus (false Irish moss (en))
- Palmaria palmata (goémon à vache, dulse (fr) / dulse (en))
- Pelvetia canaliculata
- Porphyra (P. umbilicalis, purple laver (en)) (laver (en) / nori (jp))
- Saccharina japonica (dashi kombu (jp))
- Saccharina latissima (laminaire sucrée, baudrier de Neptune (fr) / sugar kelp, sea belt, Devil’s apron (en))
- Sargassum (S. echinocarpum, S. cinetum, S. vulgare, S. swartzii, S. myriocysum) (sargasse (fr))
- Sargassum fusiforme (hijiki, hiziki (jap))
- Ulva intestinalis (gutweed, grass kelp (en))
- Ulva lactuca (laitue de mer (fr) / sea lettuce, green laver (en))
- Undaria pinnatifida (fougère des mers (fr) / sea mustard (en) / wakame (jp))

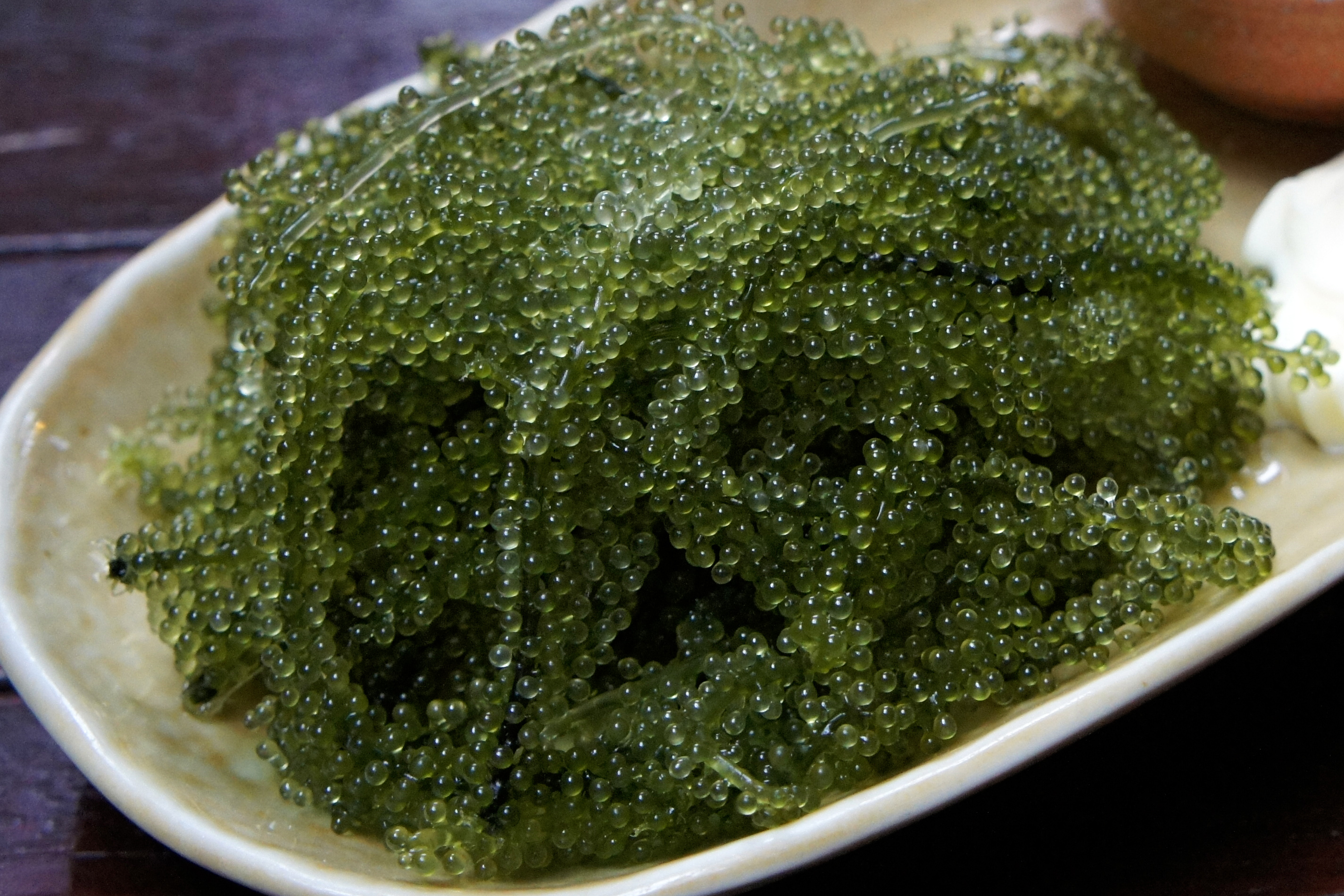
« Raisins de la mer » (Caulerpa lentillifera)
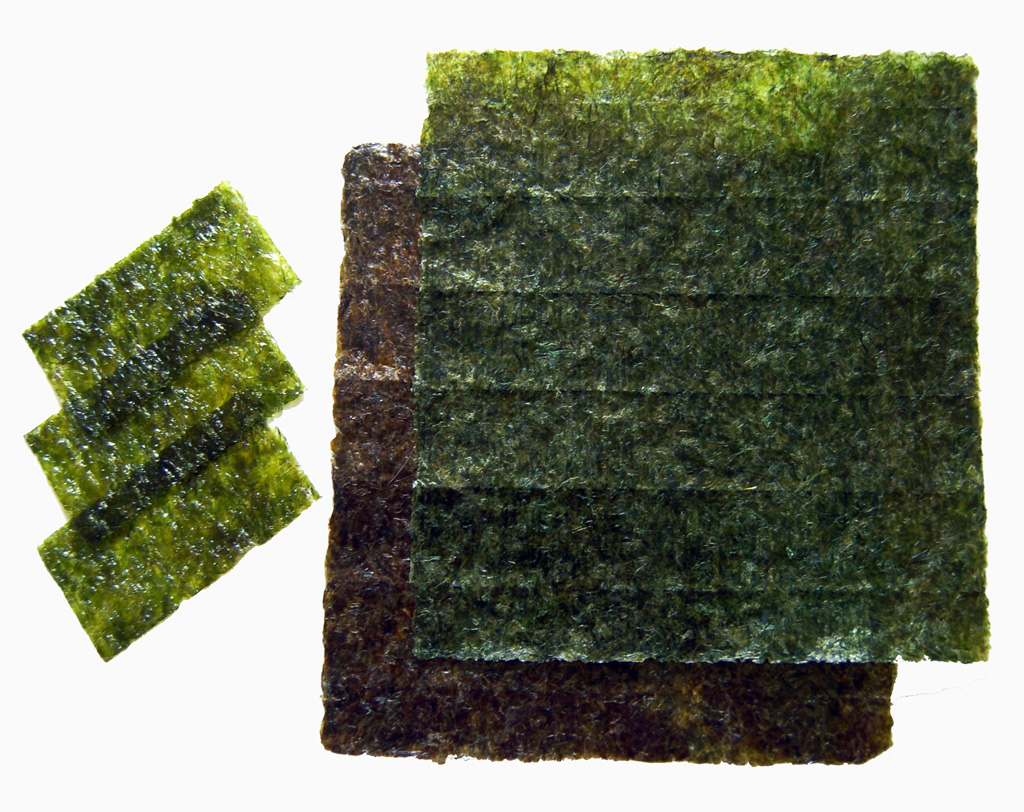
Feuilles grillées de nori utilisées pour envelopper les sushi (Porphyra sp.)
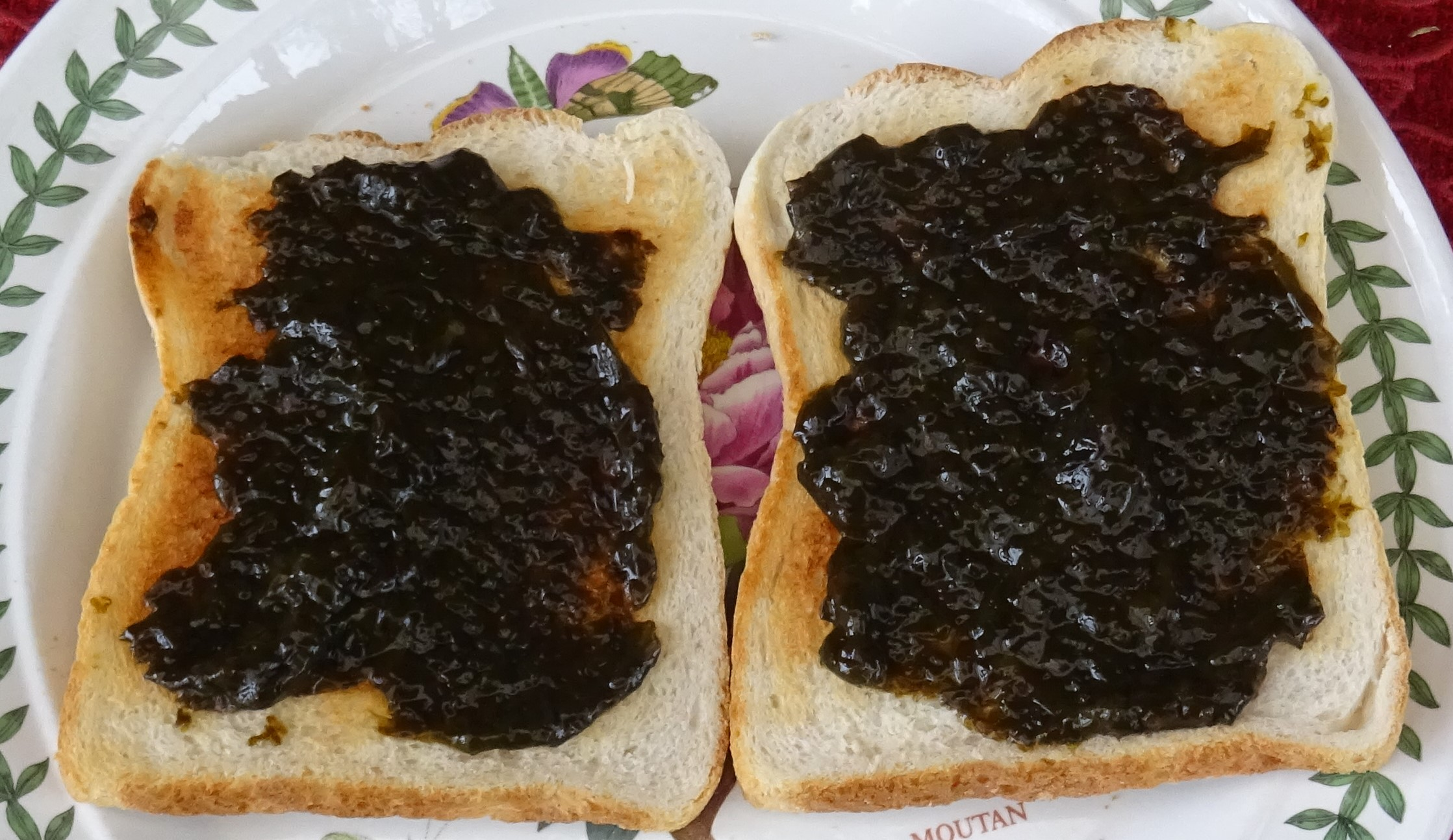
Bara lawr (Porphyra umbilicalis)
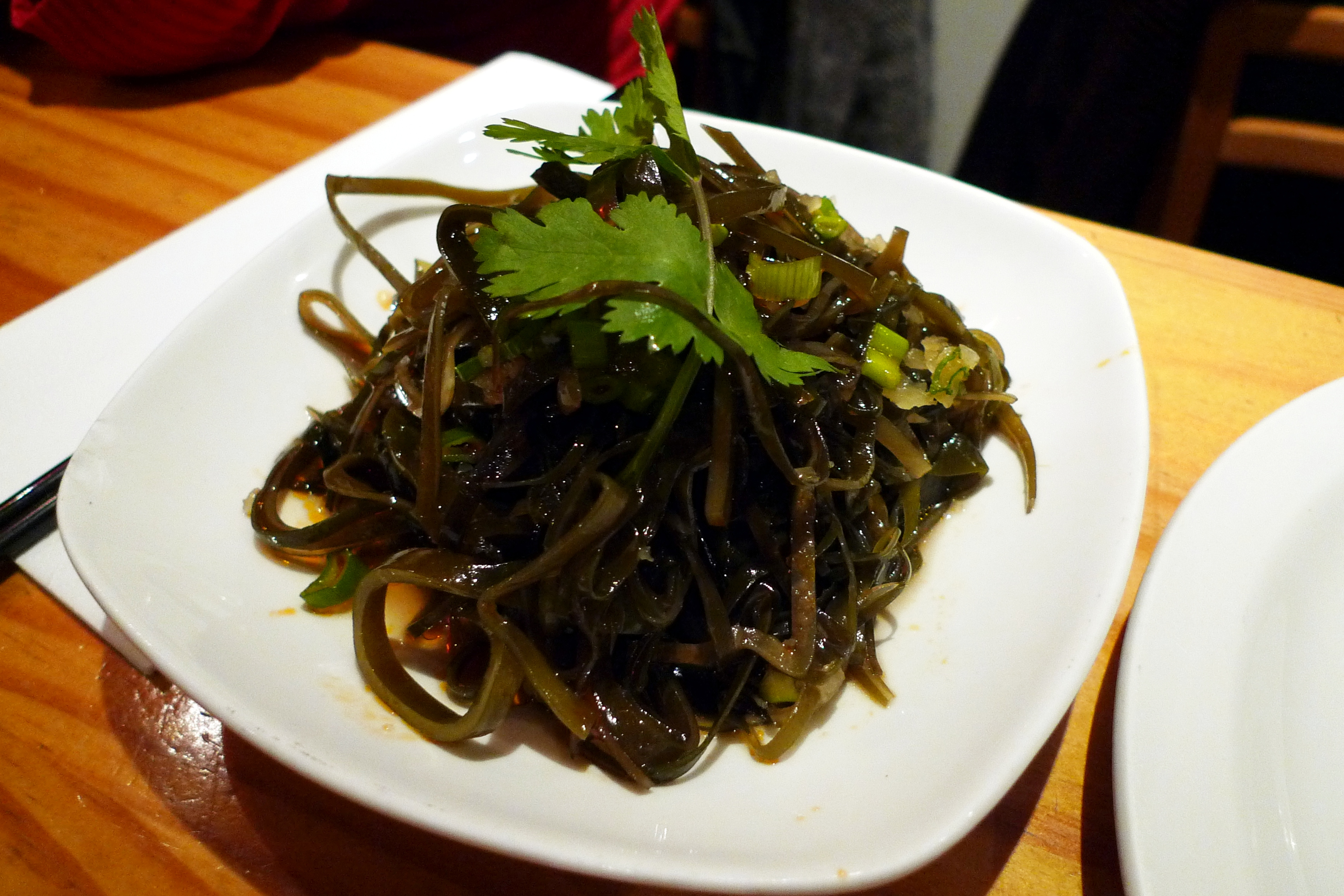
Kombu (Laminaria sp.)
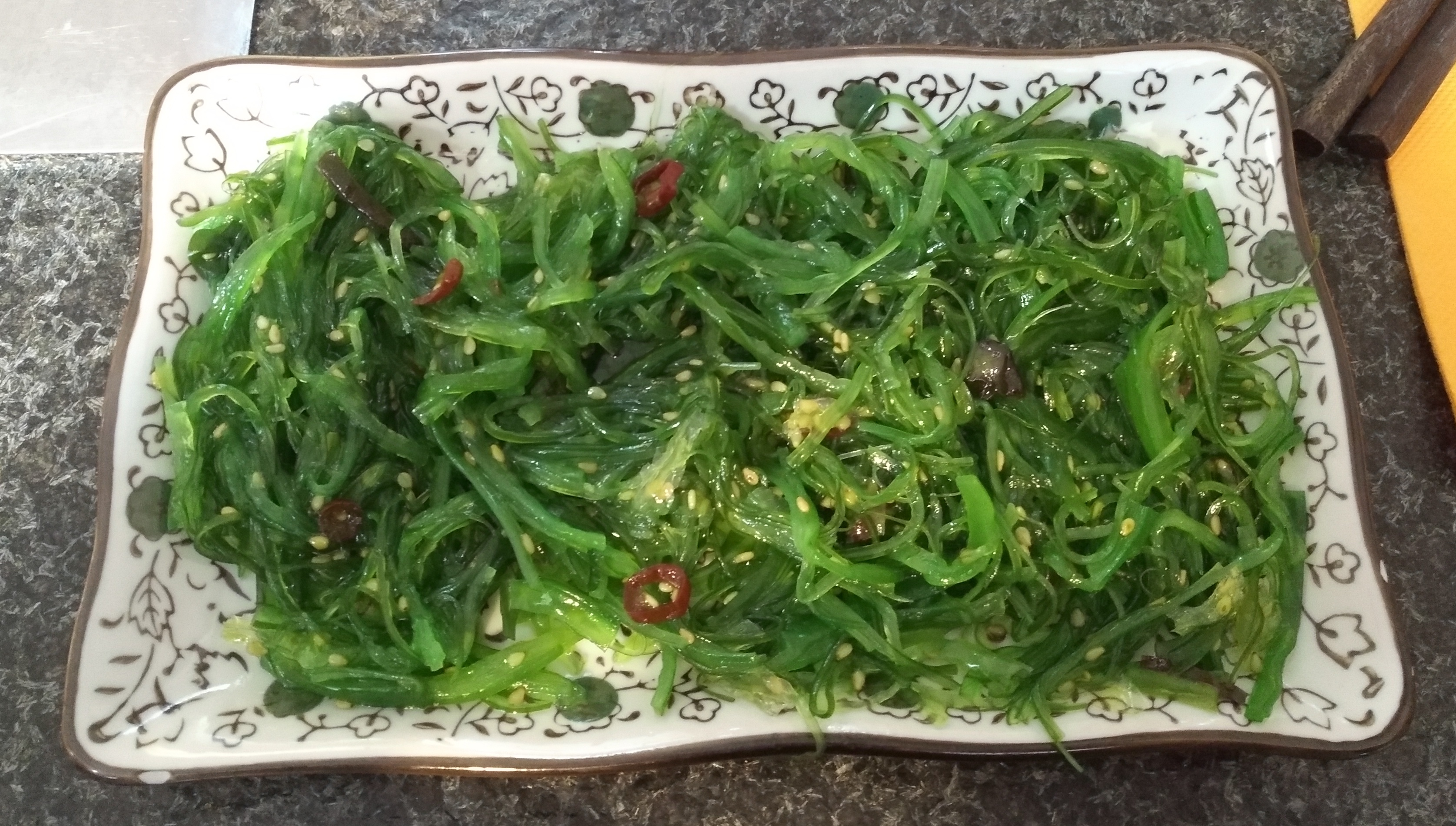
Wakame (Undaria pinnatifida)
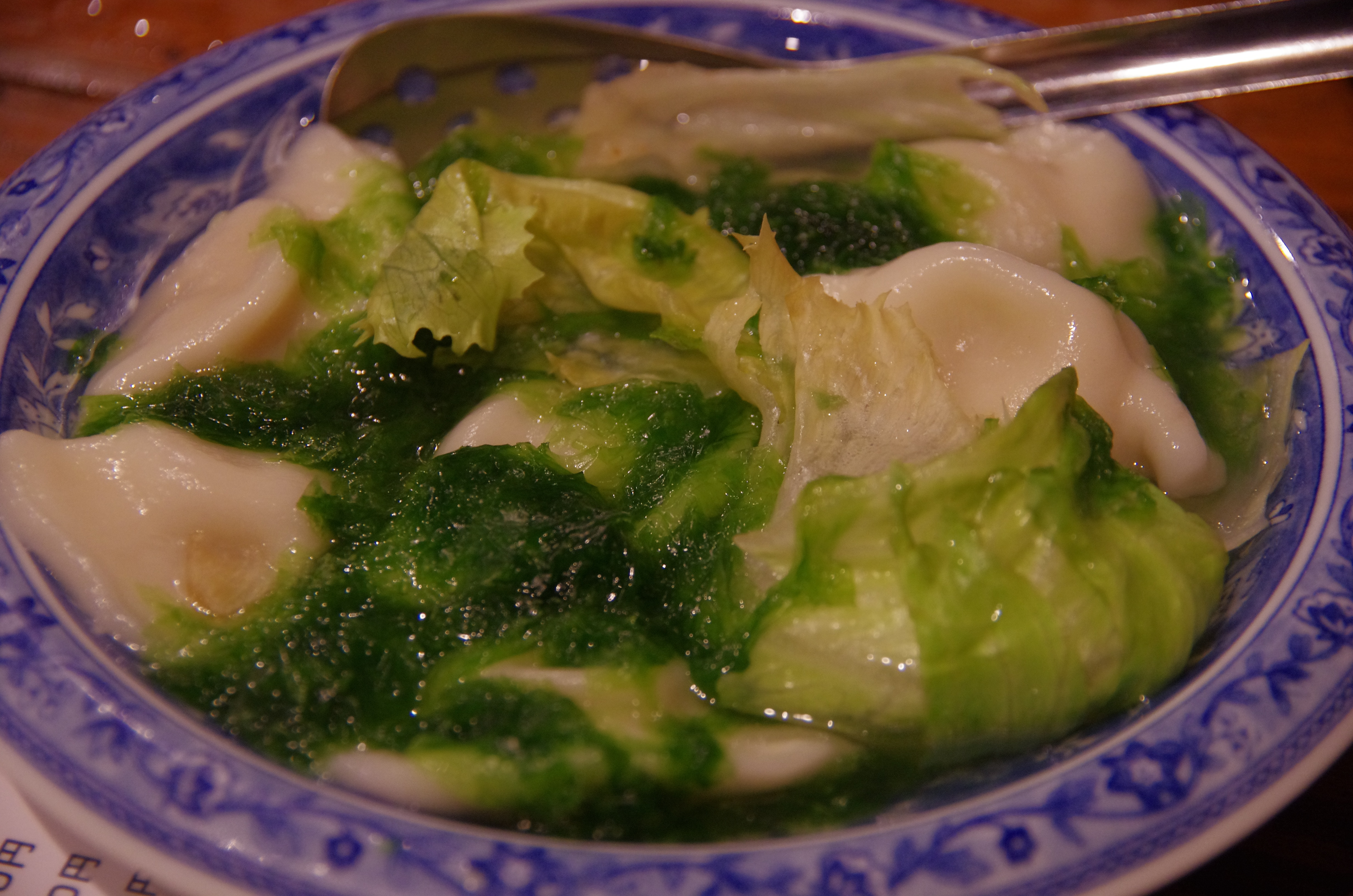
Laitue de mer, avec de la salade (Ulva lactuca)
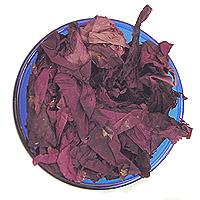
Dulse (Palmaria palmata)
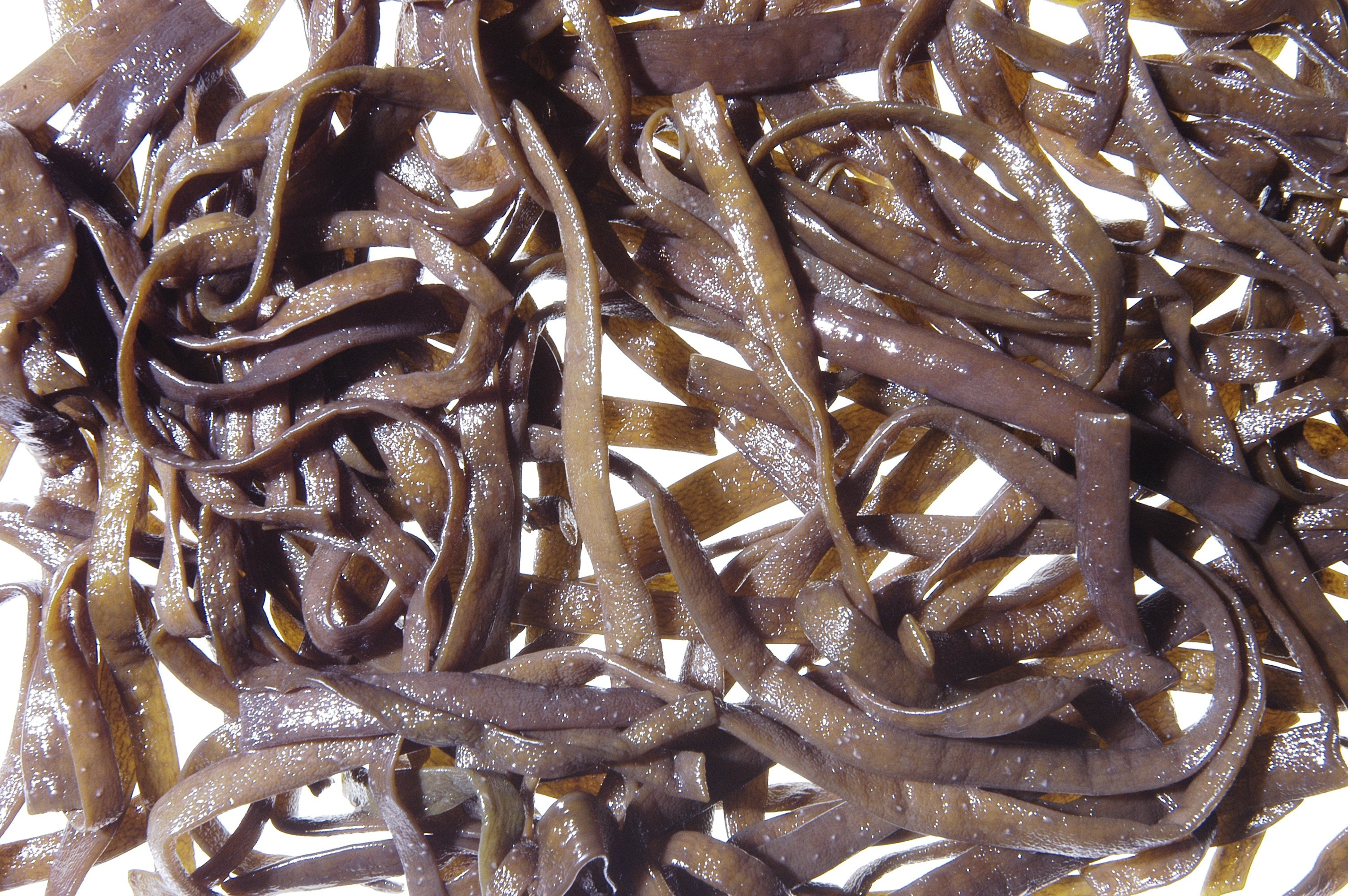
Haricot de mer (Himanthalia elongata)
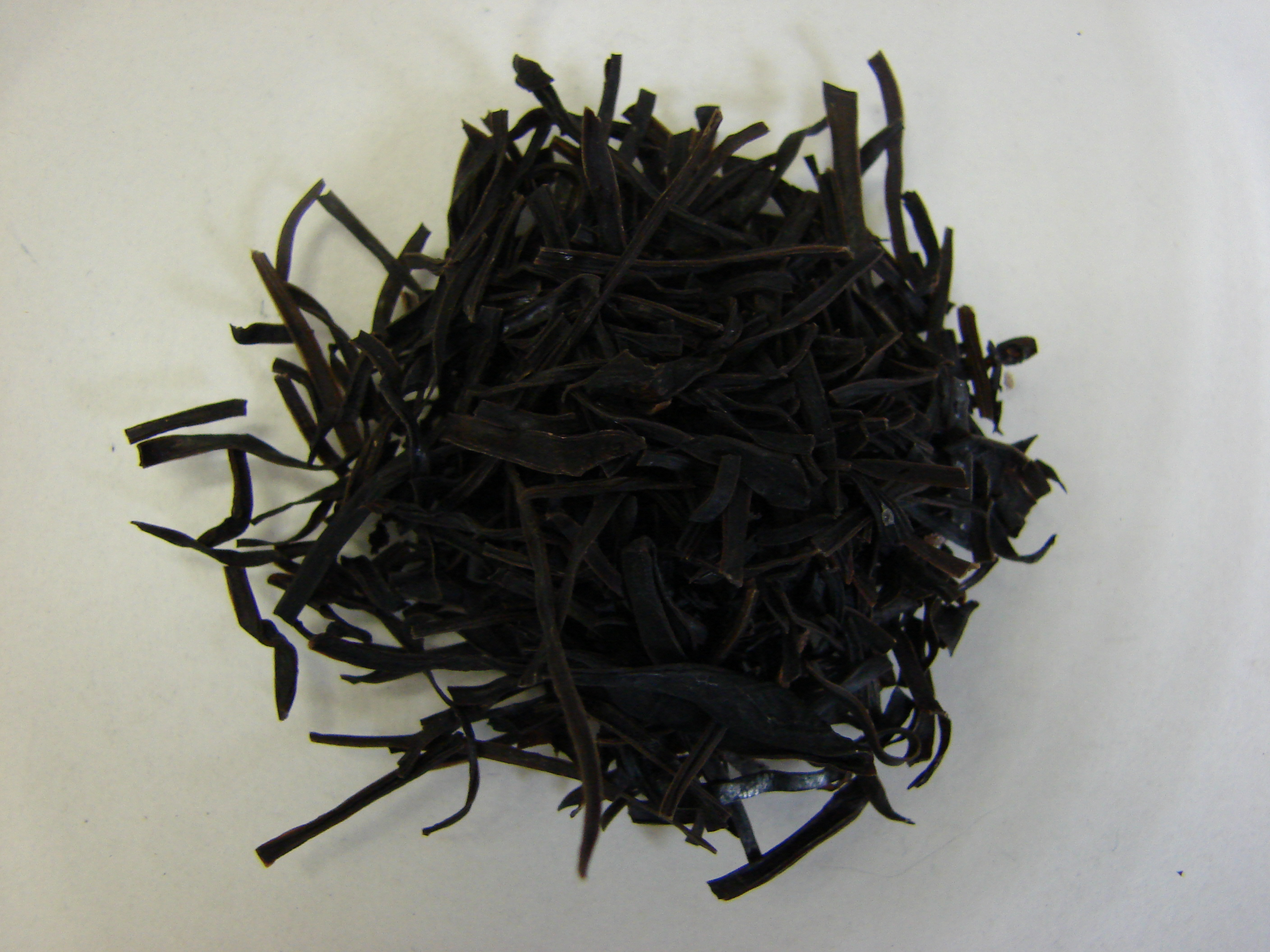
Arame (Eisenia bicyclis)
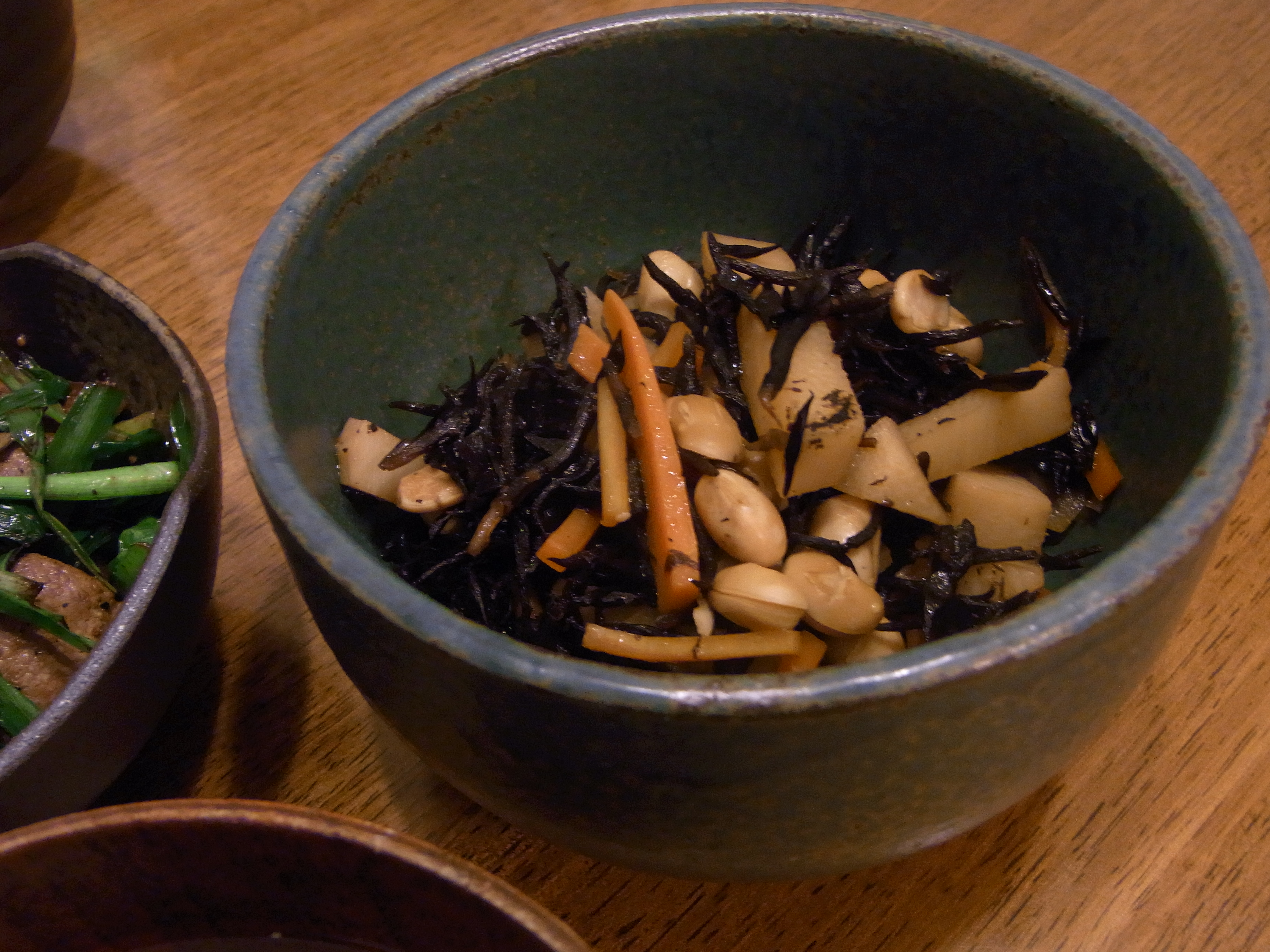
Hijiki (Sargassum fusiforme)
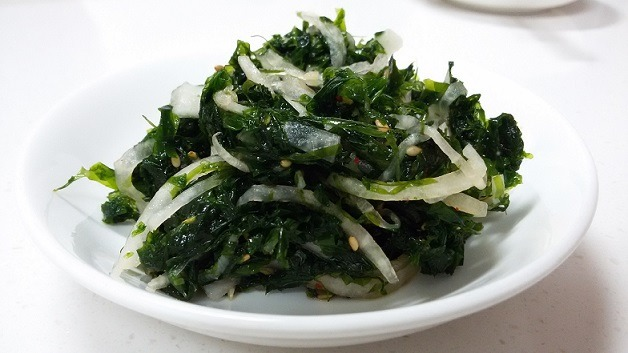
« Green laver » (Monostroma nitidum)

### Réglementation de l'Union européenne
Dans la réglementation de l'Union européenne, les algues alimentaires sont considérées comme des Nouveaux aliments ou « Novel food ». Leur consommation étant négligeable voire nulle au sein de la Communauté européenne avant le 15 mai 1997, date de la mise en place de la réglementation (CE) 258/1997, leur mise sur le marché doit être validée par le Groupe scientifique sur les produits diététiques, la nutrition et les allergies (groupe NDA) de l'Autorité européenne de sécurité des aliments (AESA).
L’algue doit répondre à des critères toxicologiques (teneur en métaux lourds et iode) et microbiologiques précis.
Depuis le 10 février 2014, 24 algues sont autorisées à la consommation en France (8 algues brunes, 11 algues rouges, 2 algues vertes et 3 microalgues).
Des produits isolés à partir des algues doivent aussi bénéficier d’une autorisation : l’huile extraite de Schizochytrium a reçu une autorisation de mise sur le marché.

### Réglementation en France
En France, une liste établie en 1990 et régulièrement remise à jour recense les algues comme pouvant être
utilisées comme aliments (25 en 2020) : algues brunes (Ascophyllum nodosum, Fucus vesiculosus, Fucus serratus, Himanthalia elongata « Haricot de mer », Undaria pinnatifida « Wakamé », Laminaria digitata et Saccharina japonica « Kombu », Laminaria saccharina « Kombu royal », Alaria esculenta), algues rouges (Palmaria palmata « Dulse », Porphyra umbilicalis « Nori », Porphyra tenera (en), Porphyra yezoensis (de), Porphyra dioica, Porphyra purpurea (en), Porphyra laciniata, Porphyra leucostica, Chondrus crispus « Pioca », Gracilaria verrucosa « Ogonori », Lithothamnium calcareum « maërl »), algues vertes (Ulva sp. « Laitues de mer », Enteromorpha sp. « Aonori »), microalgues (Spirulina sp., Odonthella aurita, Chlorella).